# Haagsittardpark
Haagsittardpark is een buurt in de wijk Kemperkoul in de Nederlandse stad Sittard (gemeente Sittard-Geleen). Zij omvat het zuidoostelijk deel van de wijk, gelegen aan de voet van de Kollenberg. Ze wordt in het noorden begrensd door de buurt Europapark, in het oosten door de Duitse grens (gemeente Selfkant), in het zuiden door de Kollenberg en in het westen door Lahrhof.

## Middeleeuwse nederzetting
De buurt is gebouwd rond de van oorsprong middeleeuwse Hoeve Haagsittard. De naam verwijst tevens naar de verdwenen nederzetting "Hagensitert", die hier tijdens de hoge middeleeuwen heeft bestaan. Iets ten westen ligt een andere historische vierkantshoeve, Hoeve Lahrhof.

### Schriftelijke vermeldingen
De oudste vermeldingen dateren uit 1144 en 1180. Van 1270 tot aan het eind van het ancien régime behoorde de nog bestaande hoeve Haagsittard tot het bezit van het Akense domkapittel. Uit 14e-eeuwse bronnen zijn meerdere inwoners van Haagsittard bekend, waaronder een schildknaap Edmund van Haagsittard. In 1341 wordt een ridderhoefstat te Haagsittard vermeld. Vanaf de 16e eeuw wordt alleen nog maar de hoeve Haagsittard van het Akense Domkapittel genoemd, die waarschijnlijk begin 15e eeuw opnieuw was opgetrokken. Andere hoeves lijken er op dat moment niet meer aanwezig te zijn. Mogelijk hing de teloorgang van het gehucht samen met de Slag aan de Kemperkoul, een bloedige veldslag in de slotfase van de Gelderse Oorlogen, die in 1543 in deze omgeving plaatsvond. Op de Tranchotkaart van 1804-05 zijn in dit gebied slechts de twee nog bestaande hoeves Haagsittard en Lahrhof aangegeven.

### Archeologisch onderzoek
In 1980 werden langs de Haagsittarderweg enkele tientallen scherven van middeleeuws aardewerk gevonden door de Sittardse amateurarcheoloog Gus Roebroek. In 1984 vond er een beperkte archeologische opgraving plaats door de Rijksdienst voor het Oudheidkundig Bodemonderzoek (ROB) onder leiding van middeleeuws archeoloog Herman Sarfatij. Door middel van twee proefsleuven kon worden vastgesteld dat zich hier van de vroege 12e tot het midden van de 14e eeuw een kleine nederzetting had bevonden. Een uitgebreide ROB-opgraving vond plaats van 19 maart tot en met 21 december 1990 onder leiding van Henk Stoepker. Bij deze opgraving kon vrijwel de gehele nederzetting met een oppervlakte van circa 3 hectare in kaart worden gebracht. In totaal konden tien erven met hoofd- en bijgebouwen worden geïdentificeerd (inclusief het niet onderzochte erf van Hoeve Haagsittard). Mogelijk strekte de nederzetting zich verder uit langs de Lahrhofweg.
Het vondstmateriaal van de opgraving van 1990 was overweldigend, vooral aardewerkscherven (ca. 32.500), waarvan bijna 80% van Zuid-Limburgs aardewerk uit de 11e en 12e eeuw. Onder de 290 metaalvondsten bevonden zich smeedijzeren spijkers, messen of mesfragmenten, pijlpunten, sleutels en hoefijzerfragmenten. Het meest opvallende object was een kleine tinnen kandelaar, waarschijnlijk uit de 12e eeuw, die mogelijk als rituele depositie werd begraven bij het verlaten van het erf omstreeks 1300. Mogelijk betrof dit de in 1341 vermelde ridderhofstad, hoewel daar verder geen archeologische aanwijzingen voor zijn. Niet eerder werd een dergelijk eliteobject gevonden in een landelijke nederzetting. De circa 10 cm hoge kandelaar is gemaakt van een tin-loodlegering en bestaat uit een voetstuk in de vorm van drie ridders te paard met daarop een raamwerk met dier- en mensfiguren. Het object bevindt zich thans in Museum Het Domein in Sittard.

## Nieuwbouwwijk
Haagsittardpark was het derde nieuwbouwproject dat aan het eind van de 20e eeuw in de Sittardse uitbreidingswijk Kemperkoul werd gerealiseerd, na Lahrhof en Kempehof. Na het afronden van het archeologisch onderzoek werd het gebied in twee fasen bebouwd: de eerste fase (ten noorden van de hoeve) was tussen 1989 en 1993 en de tweede fase (ten zuiden van de hoeve) tussen 1998 en 2004. De kern van de woonbuurt wordt gevormd door een groots opgezet park, dat uitlopers heeft door de gehele bebouwingsstructuur. In deze structuur zijn ook de oorspronkelijke veldwegen behouden gebleven. Er zijn uitsluitend vrijstaande en twee-onder-een-kapwoningen te vinden, waarvan het merendeel koopwoningen in het hogere segment.
Vanwege de nabijheid van onder andere het wijkcentrum in Lahrhof kent Haagsittardpark zelf geen eigen voorzieningen.